# Imma pyragra
Imma pyragra är en fjärilsart som beskrevs av Diakonoff 1967. Imma pyragra ingår i släktet Imma och familjen Immidae. Inga underarter finns listade i Catalogue of Life.